# Пантелеимоновская церковь (Тарховка)
Храм Святого великомученика и целителя Пантелеимона — приходской православный храм в городе Сестрорецке Курортного района Санкт-Петербурга. Относится к Курортному благочинию Санкт-Петербургской епархии Русской православной церкви.

## История

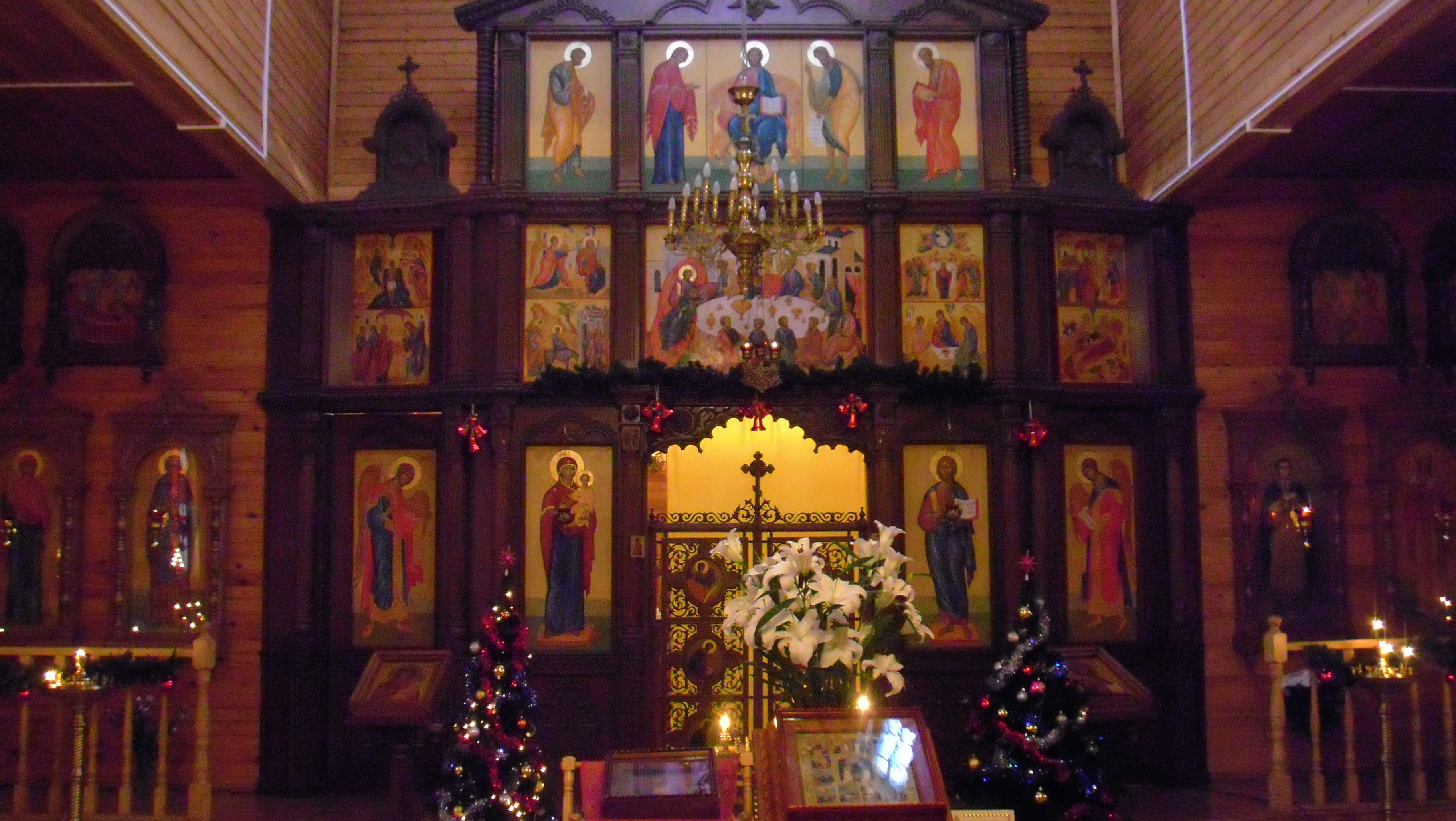

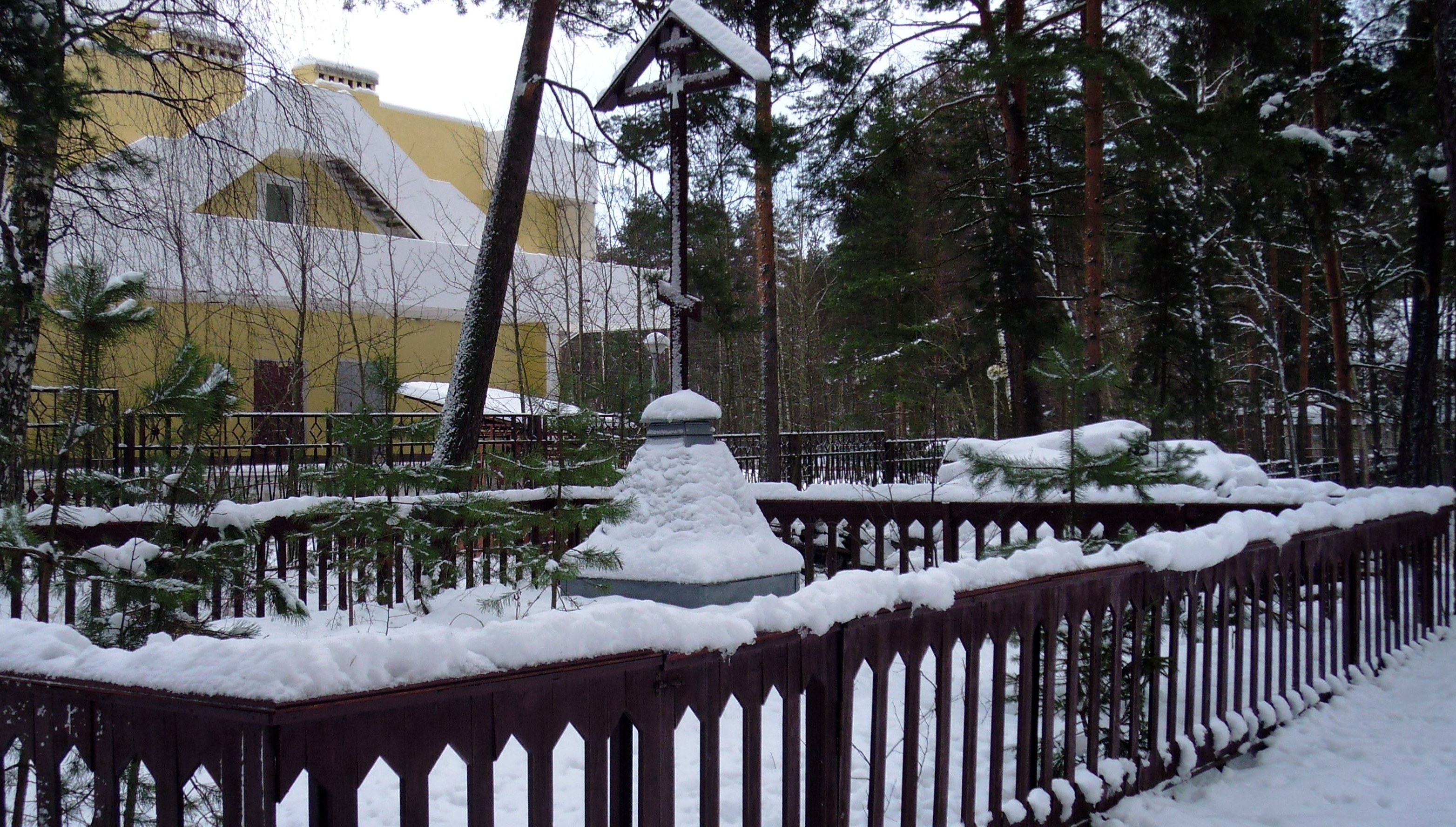
Братская могила

До революции 1917 года церковь Святого великомученика и целителя Пантелеимона в посёлке Тарховка являлась приписной к церкви во имя первоверховных апостолов Петра и Павла в городе Сестрорецке. Находилась она в дачной местности, на участке, пожертвованном Главным управлением земледелия и землеустройства, освящена 16 июля 1906 года благочинным протоиереем Николаем Травинским.
Храм строился на пожертвования дачевладельцев и членов Общества содействия благоустройству Тарховской дачной местности.

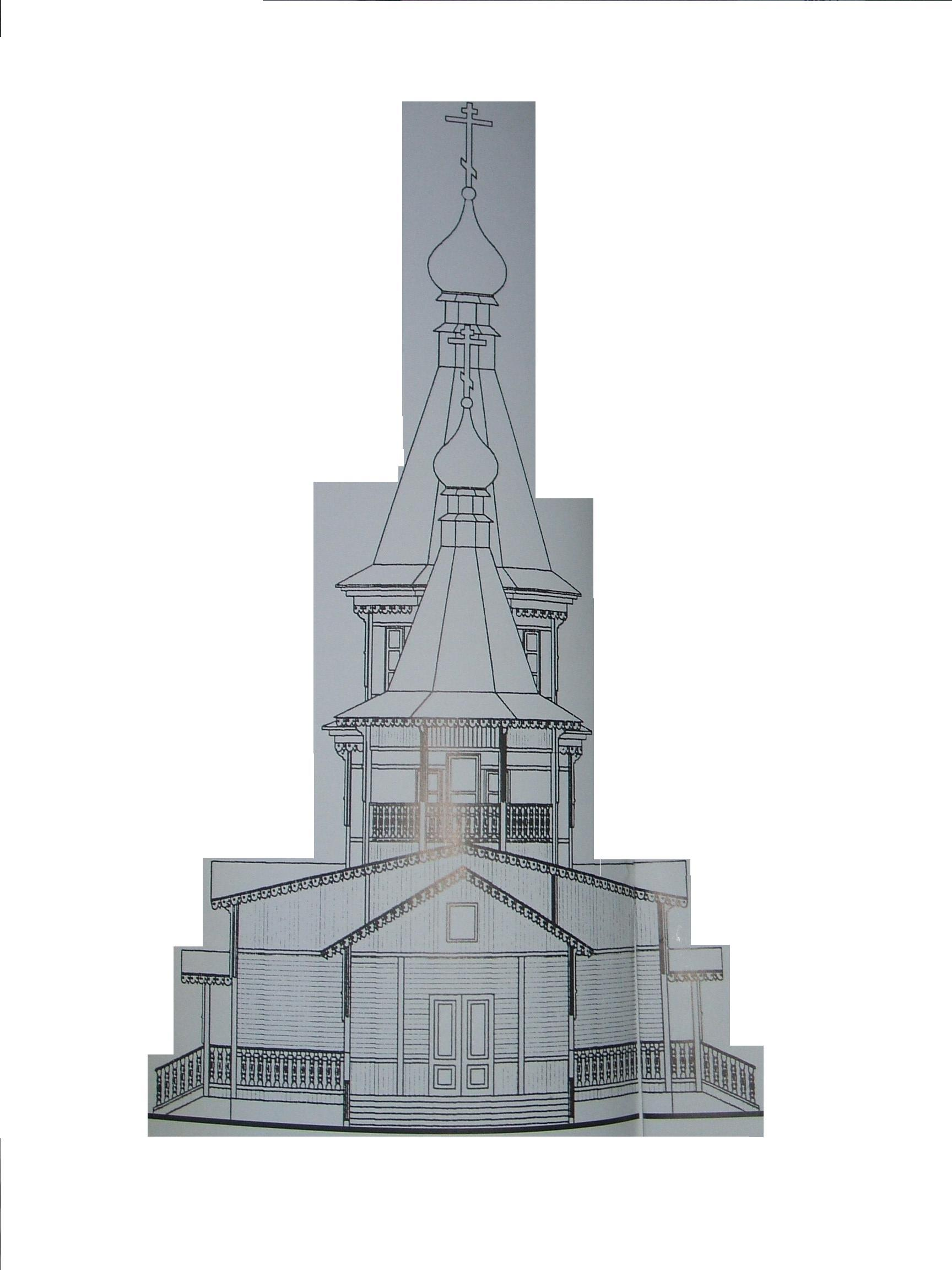
Проект церкви в 1905 году

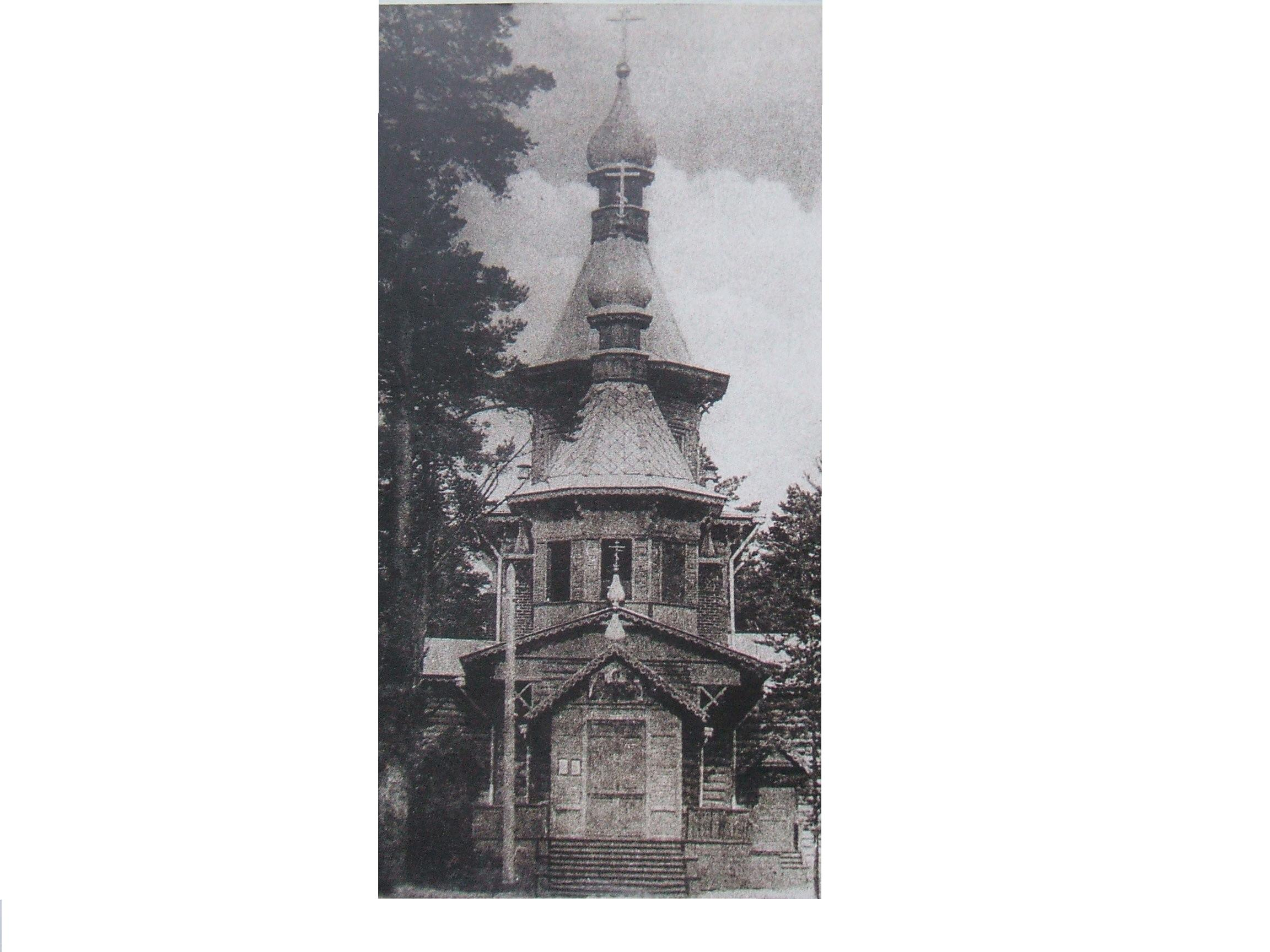
Тарховская церковь до 1917 года

В «Церковных ведомостях» сообщалось:

Жители …, в числе до 5000 душ, находясь на значительном расстоянии от ближайших приходских церквей — Сестрорецкой (4 версты) и Горской (3 в.), давно уже испытывают нужду в своём храме. Практический почин в удовлетворении этой назревшей потребности принадлежит местному землевладельцу Елагину П. Н., заведующему сельскохозяйственным музеем при главном управлении земледелия и землеустройства. По его предложению Общество содействия благоустройству Тарховской дачной местности приняло на себя попечение об устройстве здесь храма; оно избрало из своей среды строительную комиссию во главе с председателем, местным дачевладельцем Федотовым Н. Т.
С Высочайшего соизволения лесной департамент отвёл под церковь в центре Тарховской местности площадь земли в 600 кв. саженей и отпустил 500 брёвен строевого леса. На призыв строителей горячо откликается и вся местная община православных людей — и дачевладельцы, и дачники; на устроение дома Божия жертвует каждый, кто, чем может. В один год над стройным лесом вырос высокий благолепный дом, ярко горящий золотом своих крестов; теперь в лесной тиши светло красуется врачебница духовная, в которой благодатную отраду находят себе сердца христианин… С благословения высокопреосвященного Антония, митрополита Санкт-Петербургского и Ладожского, 12 июня 1905 года совершена была закладка храма, а 16 июля текущего год, по воле владыки, уже освящен сей храм во имя святых целителя Пантелеймона и преподобномученика Александра, тезоименитого главному жертвователю Латышеву А. И. Новый храм, приписной к приходской церкви селения Сестрорецка, — однопрестольный, деревянный. Сооружён на гранитном фундаменте в виде креста, над которым высоким, лёгким сводом возносится большой двусветный купол. Вместимость храма рассчитана на 250 человек. Иконопись храма представляет собой хорошие копии с известных росписей кисти Васнецова и Нестерова. Внутри храм красиво отделан еловою вагонкой. Храм строился по плану местного техника Морозова, скомпонованному по проекту известного архитектора Харламова.
Тарховский храм является уже шестым в районе Сестрорецкого прихода. При храме предположено учредить приходское братство имени целителя Пантелеимона, которое имеет своею задачею устроить дом для церковного причта, лечебницу-амбулаторию и небольшой приют для детей-сирот.

В 1934 году в церкви проходили священные обряды, рядом с церковью было кладбище. Вспоминает жительница Тарховки Зинаида Кокка о своём венчании:

Мне было восемнадцать. Девчонка! А красота-то какая была, на всю жизнь запомнилась! Первым в церковь приехал шафер. Потом, по обычаю, жених. Мой жених — Николай Афанасьевич приехал в церковь и ждал, когда меня привезут. И меня привезли под колокольный звон. Под колокольный звон! Венчал нас отец Виктор (в миру — Николаевский). Помогал ему Ивлев Саша, дьячий. А как он пел! Что там Лемешев, молодой человек, вы не слышали Сашу Ивлева! И не было лучше дьякона. По состоянию на 1990 год церкви не было, а была спецдача с 1948 года, на три семьи, от ленинградской пожарной службы.

В 1937 году церковь, как и её святой покровитель, великомученик Пантелеимон, была обезглавлена. В 1938 году разрушение продолжили. Сбросили на землю купола, кресты. Купола увезли на переплавку, один крест удалось спасти сторожу церкви, он и сейчас (в 1991 году) под полом одного из близлежащих рядом деревянных домов. Настоятеля церкви зимней декабрьской ночью увели из дома прямо в рясе. В Сестрорецке при советской власти были разрушены все храмы. Тарховская церковь сначала была превращена в клуб, затем передана НКВД, в ней располагался суд до 1948 года, который представлял печально знаменитые тройки. Окрестные жители слышали звуки выстрелов, расстрелянных хоронили там же, в братской могиле, а во время блокады даже не хоронили, а осуждённых запирали просто в одну из комнат и там оставляли умирать голодной смертью, а потом выносили на улицу и там оставляли. Во время войны здесь судили банду людоедов, которых после исполнения приговора прикопали тут же во дворе церкви.
В 1952 году здания были переданы Управлению пожарной охраны под ведомственный жилой фонд. После установки перегородок поселились несколько семей, в том числе и в алтаре.

## Возрождение
В 1990 году началось движение за возвращение храма Церкви. 4 января 1991 года был зарегистрирован Устав общины. Из епархии прислан отец Владимир (Чупов), который и возглавил церковный приходской совет. Отец Владимир при поддержке Сестрорецкого районного Совета народных депутатов занялся возвращением церкви святого великомученика Пантелеймона Целителя. Райсовет помог и с расселением жителей из здания храма. Первый молебен отец Чупов отслужил вместе с немногочисленными тогда прихожанами зимой 1 января 1991 года, на морозе, в передней части здания церкви и на снегу. Это было красиво — сто человек со свечами в руках, на фоне белого снега, на фоне песнопений уже рождающегося церковного хора, возрождающейся церкви. Символом этому были свечи, горящие на снегу.
К августу 1991 года Исполком здание освободил. В августе 1992 года КУГИ оформил Акт передачи в безвозмездное пользование Санкт-Петербургской епархии Русской Православной Церкви под молитвенные цели. Приход относился к Приморскому Благочинному округу, окормлял который протоиерей Ипполит Ковальский. Настоятелем назначен священник Чупов.
Здание было в аварийном состоянии, были утрачены 60 %: портал, колокольня. Шатровый купол и апсида. Средства на восстановление были ограничены, но сделано в первые годы было много.
Первые иконы в храм были возвращены таможенниками, многое нашили в подвалах.
В 1998 году в храм пришёл отец Сергий. В 2000 году его назначили окормлять выделенный самостоятельным Благочинным Сестрорецкий округ. В 1998 году архитектор Рунтова Ольга Михайловна подготовила проект реставрации церкви, основанный на старинных чертежах и фотографиях. В апреле 2002 года здание было полностью снесено, а в 2003 году его воссоздали на железобетонном фундаменте. Новодел официальной ценности не представляет (статусом памятника не наделен). Из-за этого Ольга Рунтова была арестована к 10 годам лишения свободы.
В августе 2004 года в посёлке Тарховка состоялось праздничное освящение престола и восстановление Храма святого великомученика и Целителя Пантелеимона Митрополитом Санкт-Петербургским и Ладожским Владимиром.

## Духовенство
- Настоятель храма — протоиерей Сергей Коломиец[7]